# Маунт-Ейрі (Північна Кароліна)
Маунт-Ейрі (англ. Mount Airy) — місто (англ. city) в США, в окрузі Саррі штату Північна Кароліна. Населення — 10 676 осіб (2020).

## Географія
Маунт-Ейрі розташований за координатами 36°30′31″ пн. ш. 80°36′52″ зх. д. / 36.50861° пн. ш. 80.61444° зх. д. (36.508487, -80.614538).  За даними Бюро перепису населення США в 2010 році місто мало площу 30,54 км², з яких 30,18 км² — суходіл та 0,36 км² — водойми.

### Клімат
| Клімат : Маунт-Ейрі   | Клімат : Маунт-Ейрі | Клімат : Маунт-Ейрі | Клімат : Маунт-Ейрі | Клімат : Маунт-Ейрі | Клімат : Маунт-Ейрі | Клімат : Маунт-Ейрі | Клімат : Маунт-Ейрі | Клімат : Маунт-Ейрі | Клімат : Маунт-Ейрі | Клімат : Маунт-Ейрі | Клімат : Маунт-Ейрі | Клімат : Маунт-Ейрі | Клімат : Маунт-Ейрі |
| Показник              | Січ.                | Лют.                | Бер.                | Квіт.               | Трав.               | Черв.               | Лип.                | Серп.               | Вер.                | Жовт.               | Лист.               | Груд.               | Рік                 |
| Середній максимум, °C | 8,2                 | 10,3                | 14,9                | 20,3                | 24,6                | 28,7                | 30,4                | 29,8                | 26,4                | 21,3                | 15,6                | 9,5                 | 20,0                |
| Середній мінімум, °C  | −4,8                | −3,6                | −0,4                | 4,2                 | 9,6                 | 14,9                | 17,2                | 16,5                | 12,3                | 5,7                 | 0,4                 | −3,4                | 5,7                 |
| Норма опадів, мм      | 93                  | 80                  | 105                 | 94                  | 108                 | 113                 | 129                 | 105                 | 101                 | 84                  | 89                  | 90                  | 1192                |
| Днів з опадами        | 10,6                | 10,0                | 11,1                | 10,9                | 13,2                | 11,7                | 13,6                | 11,6                | 10,0                | 8,4                 | 9,5                 | 10,8                | 131,4               |
| Днів зі снігом        | 1,4                 | 1,5                 | ,3                  | 0                   | 0                   | 0                   | 0                   | 0                   | 0                   | 0                   | 0                   | ,9                  | 4,1                 |
| --------------------- | ------------------- | ------------------- | ------------------- | ------------------- | ------------------- | ------------------- | ------------------- | ------------------- | ------------------- | ------------------- | ------------------- | ------------------- | ------------------- |
| Джерело: NOAA         |                     |                     |                     |                     |                     |                     |                     |                     |                     |                     |                     |                     |                     |

## Демографія
Згідно з переписом 2010 року, у місті мешкало 10 388 осіб у 4721 домогосподарстві у складі 2706 родин. Густота населення становила 340 осіб/км².  Було 5296 помешкань (173/км²).
Расовий склад населення:
| - 84,1 % — білих - 8,2 % — чорних або афроамериканців - 1,4 % — азіатів - 0,3 % — корінних американців - 0,1 % — вихідців з тихоокеанських островів - 3,7 % — осіб інших рас |

До двох чи більше рас належало 2,2 %. Частка іспаномовних становила 6,7 % від усіх жителів.
За віковим діапазоном населення розподілялося таким чином: 20,2 % — особи молодші 18 років, 57,1 % — особи у віці 18—64 років, 22,7 % — особи у віці 65 років та старші. Медіана віку мешканця становила 45,8 року. На 100 осіб жіночої статі у місті припадало 84,5 чоловіків;  на 100 жінок у віці від 18 років та старших — 80,0 чоловіків також старших 18 років.
Середній дохід на одне домашнє господарство  становив 50 177 доларів США (медіана — 33 058), а середній дохід на одну сім'ю — 66 284 долари (медіана — 43 535). Медіана доходів становила 36 527 доларів для чоловіків та 34 450 доларів для жінок. За межею бідності перебувало 23,1 % осіб, у тому числі 29,4 % дітей у віці до 18 років та 18,4 % осіб у віці 65 років та старших.
Цивільне працевлаштоване населення становило 3453 особи. Основні галузі зайнятості: освіта, охорона здоров'я та соціальна допомога — 22,8 %, роздрібна торгівля — 19,3 %, виробництво — 13,4 %, мистецтво, розваги та відпочинок — 10,6 %.